# Noeeta hemiradiata
Noeeta hemiradiata is een vliegensoort uit de familie van de boorvliegen (Tephritidae). De wetenschappelijke naam van de soort is voor het eerst geldig gepubliceerd in 1991 door Dirlbek & Dirlbek.